# Macrocystidiaceae
Macrocystidiaceae Kühner – rodzina grzybów znajdująca się w rzędzie pieczarkowców (Agaricales).

## Systematyka
Pozycja w klasyfikacji według Index Fungorum: Agaricales, Agaricomycetidae, Agaricomycetes, Agaricomycotina, Basidiomycota, Fungi.
Według aktualizowanej klasyfikacji bazującej na Dictionary of the Fungi do rodziny Macrocystidiaceae należy jeden tylko rodzaj:
- rodzaj: Macrocystidia Joss. 1934
  - gatunki:
    - Macrocystidia africana Singer 1973
    - Macrocystidia cucumis (Pers.) Joss. 1934 – mięsichówka ogórkowonna
    - Macrocystidia incarnata Singer 1973
    - Macrocystidia indica Saini, Atri & Singer 1982
    - Macrocystidia occidentalis Singer 1952
    - Macrocystidia reducta E. Horak & Capellano 1980[3].

Wykaz gatunków i nazwy naukowe na podstawie Index Fungorum. Nazwa polska według Władysława Wojewody.